# Jakubów (powiat ząbkowicki)
Jakubów – wieś w Polsce położona w województwie dolnośląskim, w powiecie ząbkowickim, w gminie Ciepłowody.

## Podział administracyjny
W latach 1975–1998 miejscowość należała administracyjnie do województwa wałbrzyskiego.

## Demografia
Według Narodowego Spisu Powszechnego liczył 54 mieszkańców. Jedna z 4 najmniejszych miejscowości gminy Ciepłowody (wszystkie poniżej 60 mieszkańców).

## Szlaki turystyczne
- Niebieski:  Sienice – Kondratowice – Rakowice – Maleszów – Janowiczki – Bednarz – Stachów – Las nad Czerwieńcem – Jakubów – Ciepłowody – Karczowice[4]